# Féktelen Minnesota
A Féktelen Minnesota (eredeti cím: Feeling Minnesota) 1996-ban bemutatott amerikai bűnügyi filmvígjáték, melyet Steven Baigelman írt és rendezett, Danny DeVito produceri közreműködésével. A főbb szerepekben Keanu Reeves, Vincent D’Onofrio, Cameron Diaz, Tuesday Weld, Dan Aykroyd és Delroy Lindo látható.
Az Amerikai Egyesült Államokban 1996. szeptember 13-án mutatták be a mozikban, gyenge kritikai fogadtatás mellett.

## Cselekmény
Freddie Clayton volt sztriptíztáncosnő kénytelen hozzámenni egy Sam nevű férfihoz, a nightclub-tulajdonos bűnöző, Red parancsára, akinek a nő pénzzel tartozik. Az esküvőn megjelenik Jjaks, Sam elhidegült öccse és azonnal egymásba szeretnek Freddie-vel. Úgy döntenek, együtt menekülnek el a bűnözők elől és egy motelben húzódnak meg. Mivel nincs elég pénzük, elhatározzák, hogy visszamennek és ellopják Sam vagyonának egy részét. Sam tetten éri öccsét és összeverekednek, a súlyosan sérült Jjaks visszamenekül a hotelbe, de nem tudja, hogy Sam eközben követte őt. Amikor Jjaks elveszti eszméletét sérülései miatt, Sam Jjaks kocsijában hasba lövi Freddie-t és az öccsére próbálja rákenni a gyilkosságot – visszaviszi a nő holttestét a motelbe, a gyilkos fegyverrel együtt. 
Másnap Jjaks semmire sem emlékszik, ami a verekedésüket követően történt. Megtalálja szerelme testét és a fegyvert, ezért rövid ideig azt hiszi, talán ő ölte meg a lányt. Sam kihívja a rendőröket, de Jjaks a hatóságokat átverve elkerüli a letartóztatást, ezután egy erdőbe viszi Freddie testét, hogy végső nyugalomba helyezze. Sam mindezt a távolból figyeli és továbbra is abban bízik, öccse hamarosan rendőrkézre kerül. Sam felhívja Ben Costikyan nyomozót, aki letartóztatja Jjaks-t. A rendőr Lloyd nevű társával kiegészülve hármasban elmennek Freddie állítólagos sírjához, de nem találják meg a tetemet. A dühödt Costikyan elhajt, otthagyva az erdőben a testvéreket.
Hazatérve a motel tulajdonosa felhívja a Clayton fivéreket: látta, ahogy Sam becipelte Freddie holttestét a motelbe, majd Jjaks később elvitte onnan a lányt, ezért 50 ezer dollárt kér hallgatásáért. Jjaks rájön, hogy bátyja próbálta meg őt gyanúba keverni. Újabb verekedés után úgy döntenek, Jjaks elmegy a motelbe tárgyalni a tulajdonossal, Sam pedig felkeresi Redet egy kölcsön reményében. Red azonban rájött, hogy az elmúlt évben Sam könyvelőként pénzt lopott tőle. Vitájuk végén Sam agyonlövi főnökét és 50 ezer dollárt vesz ki Red széfjéből. Jjaks elmegy a moteltulajdonoshoz, de annak lakásán megtalálja Freddie nyakláncát a padlón. Jjaks kilökdösi a férfit az épület elé és azzal fenyegeti, hogy végez vele, de ekkor Freddie váratlanul felbukkan és Jjaks a döbbenettől eszméletét veszti. A lánytól megtudja: Sam mellé lőtt és csak kevésbé súlyos sérülést okozott neki. Az erdőből autóstoppal sikerült elmennie, ezért nem találták meg a rendőrök a testét. 
A következő reggelen Sam felhívja fivérét a pénz megszerzésének hírével. A moteltulajdonos lakásán ismét nézeteltérésbe keveredik öccsével, mert Sam meglátja az életben lévő Freddie-t. Costikyan megjelenik és megfojtja a földön fekvő Samet. Mint kiderül, Freddie hívta segítségül a korrupt nyomozót, hogy őt felhasználva megszerezze magának az 50 ezer dollárt. Az elárult és tehetetlen Jjaks-t faképnél hagyják.
Kis idő múlva Costikyant a beosztottja letartóztatja Sam megölésével, miután Freddie felhívta a rendőröket és lelépett a pénzzel. Visszaemlékezve a lány álmára, miszerint táncosnő akar lenni Las Vegasban, Jjaks autóstoppal a városba utazik. Odaérkezve megtudja, Freddie végül valóra váltotta álmát és most boldogan üdvözli és öleli meg szerelmét.

## Szereplők
| Színész               | Szerep                   | Magyar hang      |
| --------------------- | ------------------------ | ---------------- |
| Keanu Reeves          | Jjaks Clayton            | Bolba Tamás      |
| Drew Desmarais        | Jjaks gyerekként         | Molnár Levente   |
| Vincent D’Onofrio     | Sam Clayton              | Csuja Imre       |
| Aaron Michael Metchik | Sam gyerekként           | Kékesi Gábor     |
| Cameron Diaz          | Freddie Clayton          | Ullmann Zsuzsa   |
| Delroy Lindo          | Red                      | Hankó Attila     |
| Dan Aykroyd           | Ben Costikyan nyomozó    | Orosz István     |
| Courtney Love         | Rhonda, pincérnő         | Tátrai Zita      |
| Tuesday Weld          | Nora Clayton             | Virághalmy Judit |
| David Alan Smith      | Lloyd nyomozó            | Varga Tamás      |
| Michael Rispoli       | moteltulajdonos          |                  |
| Arabella Field        | moteltulajdonos felesége |                  |
| John Carroll Lynch    | rendőr                   |                  |
| Max Perlich           | hivatalnok               |                  |
| Levon Helm            | bibliaárus               | Kardos Gábor     |

## Fordítás
- Ez a szócikk részben vagy egészben  a   Feeling Minnesota című angol Wikipédia-szócikk ezen változatának fordításán alapul.  Az eredeti cikk szerkesztőit annak laptörténete sorolja fel. Ez a jelzés csupán a megfogalmazás eredetét és a szerzői jogokat jelzi, nem szolgál a cikkben szereplő információk forrásmegjelöléseként.